# Knotskussentjeszwam
De knotskussentjeszwam (Hypocrea alutacea (teleomorfe vorm), Trichoderma alutaceum (anamorfe vorm), synoniem: Podostroma alutaceum) is een in Nederland uiterst zeldzame schimmel die behoort tot de orde Hypocreales van de ascomyceten. De schimmel komt voor op dood hout.
De knotskussentjeszwam vormt bij elkaar staande, 20 – 50 cm hoge, knuppelvormige, goudgele tot koffiebruine of lijnoliebruine stroma. De steel is wit tot beige. De talrijke perithecia liggen ingezonken in het bovenste deel van het stroma. De ostiolen vormen donkere puntjes in het stroma. De anamorfe vorm is groenachtig.

De doorzichtige ascosporen hebben een tussenwand en zijn bezet met kleine wratten. De ascospore breekt in twee, ronde tot breed elliptische deelsporen. De distale deelsporen zijn 2,7–3,7 × 2,5-3,5 μm groot en de proximale deelsporen 3–4 × 2,2–2,7 μm. De conidiën van de anamorfe vorm zijn groen.

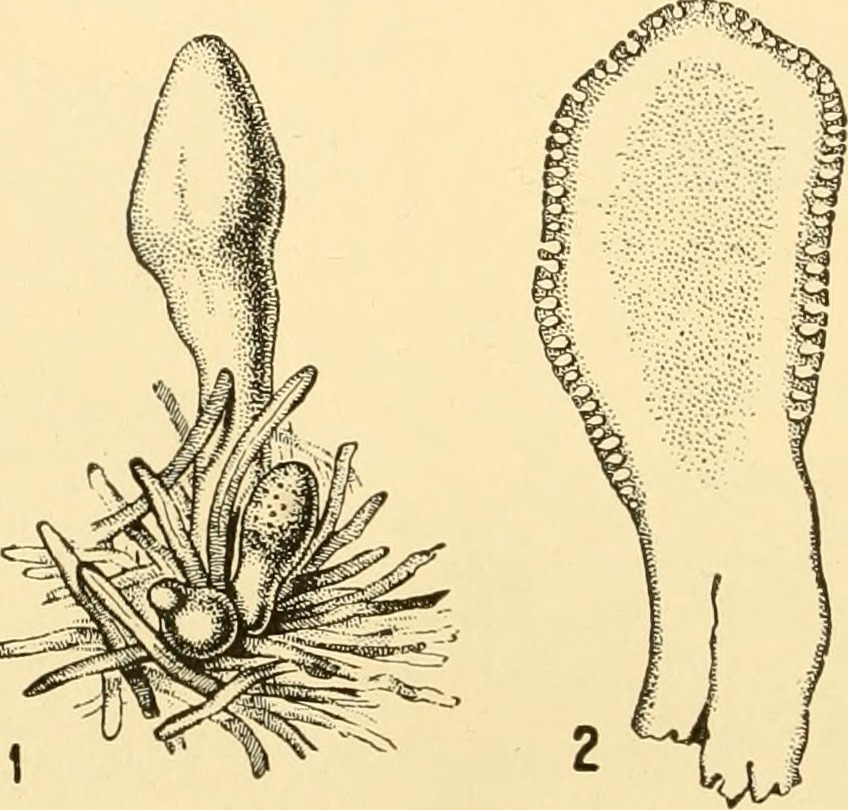
Stroma met peritheciën
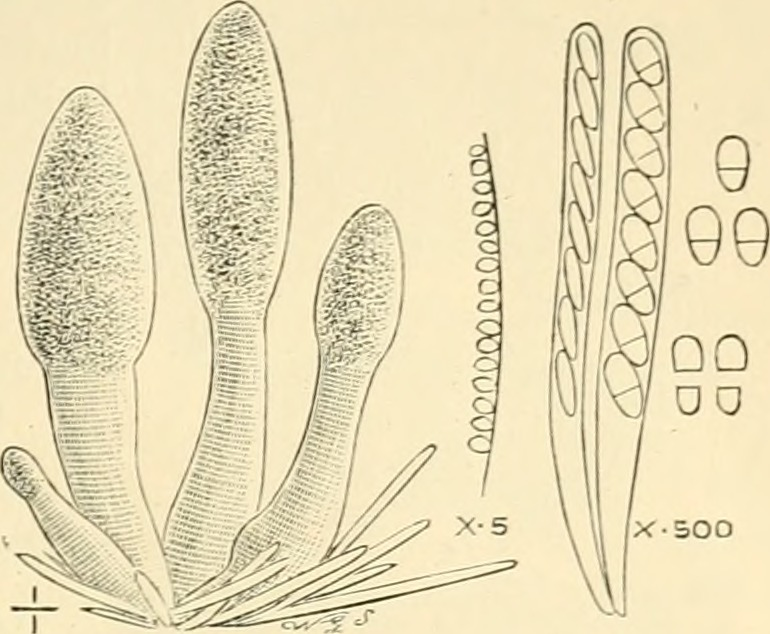
Stroma, peritheciën, asci en deelsporen